# Lijst van zwaarste klokken van Nederland
Hier volgt een overzicht van de zwaarste klokken van Nederland.
| Nr. | Kerktoren                | Plaats           | Naam van de klok | Slagtoon | Diameter (cm) | Gewicht (kg) | Gieter                        | Gietjaar |
| --- | ------------------------ | ---------------- | ---------------- | -------- | ------------- | ------------ | ----------------------------- | -------- |
| 1   | Grote Kerk               | Dordrecht        | Jan Noorlandklok | e        | 252           | 9830         | Eijsbouts                     | 1999     |
| 2   | Eusebiuskerk             | Arnhem           | - (beiaardklok)  | e        | 247           | 9200         | Petit & Fritsen               | 1994     |
| 3   | Oude Kerk                | Delft            | Bourdon          | f        | 230           | 8750         | Hendrick van Trier            | 1570     |
| 4   | Domtoren                 | Utrecht          | Salvator         | fis      | 227           | 8227         | Geert van Wou                 | 1505     |
| 5   | Martinitoren             | Groningen        | Salvator         | fis      | 222           | 7850         | Hendrick van Trier            | 1577     |
| 6   | Westertoren              | Amsterdam        | - (uurklok)      | f        | 227           | 7509         | Assuerus Koster               | 1636     |
| 7   | Domtoren                 | Utrecht          | - (uurklok)      | fis      | 225           | 6950         | Eijsbouts                     | 1972     |
| 8   | Grote Kerk               | Dordrecht        | - (beiaardklok)  | fis      | 221           | 6620         | Eijsbouts                     | 1999     |
| 9   | Pandhof Sint-Servaaskerk | Maastricht       | Grameer I        | g        | 219           | 6350         | Willem en Jaspar Moer         | 1515     |
| 10  | Sint-Servaaskerk         | Maastricht       | Grameer II       | g        | 220           | 6270         | Eijsbouts                     | 1983     |
| 11  | Abdijtoren               | Middelburg       |                  | g        | 213           | 6150         | Claes Noorden en Jan de Grave | 1715     |
| 12  | Eusebiuskerk             | Arnhem           | - (beiaardklok)  | fis      | 219           | 6108         | Petit & Fritsen               | 1994     |
| 13  | Domtoren                 | Utrecht          | Maria            | gis      | 203           | 5915         | Geert van Wou                 | 1505     |
| 14  | Sint-Janskathedraal      | 's-Hertogenbosch |                  | g        | 210           | 5750         | Jacob Noteman                 | 1641     |
| 15  | Oldehove                 | Leeuwarden       |                  | gis      | ca. 200       | ca. 5500     | Hans Falck van Neurenberg     | 1633     |